# Kaitaia
Kaitaia (in maori Kaitāia) è una cittadina neozelandese del Northland e del distretto di Far North, circa 160 chilometri a nord-ovest di Whangārei.